# Lunca de Sus
Lunca de Sus es una comuna ubicada en el distrito de Harghita, Rumania.

## Superficie
Cuenta con una superficie de 82,62 kilómetros cuadrados.

## Demografía
Hasta 2021 la población era de 3218 habitantes, con una densidad de población de 38,95 habitantes por kilómetro cuadrado.